# ریچلند سنتر (ویسکانسین)
ریچلند سنتر، ویسکانسین  (به انگلیسی: Richland Center) شهری در شهرستان ریچلند ایالت ویسکانسین است که در سال ۱۸۸۷ بنیان‌گذاری شده‌است. این شهر طبق سرشماری سال ۲۰۱۰ میلادی ۵٬۱۸۴ نفر جمعیت داشته‌است.